# Championnat de Norvège de football de deuxième division
 (juillet 2025).
Si vous disposez d'ouvrages ou d'articles de référence ou si vous connaissez des sites web de qualité traitant du thème abordé ici, merci de compléter l'article en donnant les références utiles à sa vérifiabilité et en les liant à la section « Notes et références ».
Le Championnat de Norvège de football de deuxième Division appelé 1. divisjon (ou OBOS-ligaen pour des raisons de parrainage avec OBOS), est une compétition basé sous l'égide de la fédération de Norvège de football. À la fin de la saison, les deux premiers du championnat sont promus en Eliteserien, tandis que les clubs classés entre la troisième et la sixième place s’affrontent lors d'un tournoi de promotion. Le vainqueur joue des barrages contre le quatorzième d'Eliteserien.

## Palmarès
- 1997 : Vålerenga IF
- 1998 : ODD Grenland
- 1999 : FK Haugesund
- 2000 : FC Lyn Oslo
- 2001 : Vålerenga IF
- 2002 : Tromsø IL
- 2003 : Ham-Kam
- 2004 : IK Start
- 2005 : Stabæk Fotball
- 2006 : Strømsgodset IF
- 2007 : Molde FK
- 2008 : ODD Grenland
- 2009 : FK Haugesund
- 2010 : Sogndal Fotball
- 2011 : Hønefoss BK
- 2012 : IK Start
- 2013 : FK Bodø/Glimt
- 2014 : Sandefjord Fotball
- 2015 : Sogndal Fotball
- 2016 : Kristiansund Ballklubb
- 2017 : FK Bodø/Glimt
- 2018 : Viking FK
- 2019 : Aalesunds FK
- 2020 : Tromsø IL
- 2021 : Hamarkameratene[2]
- 2022 : SK Brann[3]
- 2023 : Fredrikstad FK[4]
- 2024 : Vålerenga Fotball[5]